# Herrera del Duque (kommunhuvudort)
Herrera del Duque är en kommunhuvudort i Spanien.   Den ligger i provinsen Provincia de Badajoz och regionen Extremadura, i den centrala delen av landet, 180 km sydväst om huvudstaden Madrid. Herrera del Duque ligger 461 meter över havet och antalet invånare är 3 616.
Terrängen runt Herrera del Duque är kuperad söderut, men norrut är den platt. Runt Herrera del Duque är det glesbefolkat, med 8 invånare per kvadratkilometer. Herrera del Duque är det största samhället i trakten. Trakten runt Herrera del Duque består i huvudsak av gräsmarker.